# The land of ghosts
The land of ghosts is een EP van Karda Estra uitgegeven in 2000. De EP bevat opnamen uit de beginperiode en een aantal (toen) nieuwe tracks. Het plaatje werd uitgegeven in eigen beheer, waarschijnlijk via "delivery on demand" (op afroep). Er is geen aanvullende info meegeprint tijdens de uitgifte.

## Muziek
| Nr. | Titel                               | Duur |
| --- | ----------------------------------- | ---- |
| 1.  | From a deep sleep (heruitgave)      | 4:00 |
| 2.  | Transference (heruitgave)           | 5:59 |
| 3.  | Dorothea’s nightmusic (heruitgave)  | 3:27 |
| 4.  | The ribbon of extremes (heruitgave) | 4:09 |
| 5.  | Avatar                              | 5:04 |
| 6.  | Chaos (opening titles)              | 3:15 |
| 7.  | Chaos                               | 4:11 |
| 8.  | Two broken circles                  | 9:12 |
| 9.  | Lizard baby                         | 3:24 |